# Sogdià (llengua)
El sogdià fou una destacada llengua irànica, pròpia dels sogdians, que es parlà majoritàriament a Sogdiana (actual est d'Uzbekistan, oest de Tadjikistan i petites parts de Kazakhstan, Turkmenistan i Kirguizstan) i a Xina, on era parlat per algunes comunitats migrants, entre els segles VI aC i XI dC. Esdevingué la lingua franca de la ruta de la seda a Àsia Central durant la dinastia xinesa Tang (aproximadament al segle VII dC), abarcant des de la mar Càspia fins a Mongòlia. El sogdià s'escrivia amb tres alfabets: sogdià, maniqueu i siriac. És considerada una de les llengües iràniques més importants, juntament amb el bactrià, el saka, el pahlavi i el part. Té un corpus literari destacat.
La majoria d'escrits en sogdià es van trobar a inicis del segle XX a Turfan i Dunhuang (Xinjiang), si bé s'han trobat altres inscripcions i documents a Mongòlia (Karabalgasun), Kazakhstan (Kultobe) o a Tadjikistan (Mont Mugh). Són documents de tipus religiós que havien sigut traduïts del xinès, el sànscrit, el siríac o el persa mitjà i dataven dels segles VIII-IV dC. Els textos més antics trobats en sogdià són les plaques d'argila trobades a Kultobe al sud de Kazakshtan i al nord de Tashkent, que es creu que són del segle I o II dC. Les inscripcions donen fe de la colonització de la zona per sogdians de les ciutats de Samarcanda, Kesh (avui en dia Shahr-i-Sabz), Nakhshab (Karshi) i Bukharà, sota el lideratge d'un general de Chach (Tashkent) i també de la divisió de la terra entre els sogdians i els nòmades de la regió. Les inscripcions de Kultobe estan escrites en una forma arcaica d'alfabet sogdià que encara és semblant al prototip arameu.
Actualment, el sogdià es considera una llengua morta, si bé té un descendent en l'idioma yaghnobi (de vegades anomenat també neo-sogdià), que encara és parlat per uns quants milers de persones de l'ètnia yaghnob, especialment a la vall de Yaghnob però també alguns altres punts del Tadjikistan.